# 劉賓雁
劉 賓雁（りゅう　ひんがん）は、中華人民共和国のルポルタージュ作家。長春市生まれのハルビン市育ち。

## 生涯
満洲事変の後、父の失業などで困窮し、高級中学（日本の高校に相当）を１年で退学する。1943年から天津で中国共産党指導下の抗日地下活動に加わり、翌44年、入党。日本降伏後の1946年から51年まで、東北地方で中国新民主主義青年団（後の中国共産主義青年団）の活動に従事する。この間、「真理の物語（真理的故事）」などソ連の現代劇の脚本などを数編、翻訳する。1951年、北京で中国共産主義青年団機関紙「中国青年報」の記者となり、中国各地で取材活動を行う。この過程で官僚や党幹部の腐敗に触れ、官僚主義を批判する「橋梁工事現場にて（在橋梁工地上）」「本紙内部ニュース（本報内部消息）」を発表し、国の内外に大きな反響を呼んだ。1956年、中国作家協会に加入。なお中国青年報記者時代に３回、出国しており、1956年にソ連経由でポーランドに行った時には、ソ連のオーチェルク（記録文学）作家・オヴェーチキンの家を訪問している。
1957年6月の反右派闘争により、過去に書いた作品や記事で共産党や社会主義を誹謗したとして「右派分子」と認定される。特に「中国青年報」5月13日付の記事「沈思する上海（上海在沉思中）」で、文芸創作に必要な自由な雰囲気を中共上海市委員会が作り得ていないことを指摘したため、この記事を読んだ毛沢東は「事態を混乱させたい奴がいる」と劉賓雁の批判を指示したという。その結果、党を除名され、創作活動停止に追い込まれる。山西、山東、北京郊外の農村に下放されて、労働改造処分を受けた。1961年から中国青年報に復職して国際資料班という閑職に回されるが、1966年に文化大革命が始まると「ブルジョワ民主化の代表的人物」「反党反社会主義の右派分子」として引き続き執筆活動を禁止され、「五・七幹部学校」という名の強制労働キャンプに送られる。
文革終了後、1978年に中国社会科学院哲学研究所に籍を置き、同研究所が編集する『哲学訳叢』に劉子安、金大白のペンネームで翻訳を載せた。1979年1月にやっと名誉回復して「人民日報」の記者となり、多くの政治的腐敗、人権抑圧を「報告文学」という独特の形式で取材、執筆し、民衆の信頼と支持を得る。中国作家協会が主催する全国優秀報告文学賞を４回（1981、1983、1985、1987年）受賞している。1984年末の中国作家協会第４回全国代表大会で副主席に選出された。1986年末に発生した学生による民主化運動（「学潮」）を扇動したとされ、1987年1月、中国共産党を再度除名される。その後、優秀なジャーナリストに授与されるニーマン奨学金を得て、1988年3月からアメリカで研究生活を送っていたが、翌89年の天安門事件で民主化運動の黒幕視され帰国不能となり、そのままアメリカに亡命した。
亡命後も中国の民主化運動を支援し、活発に論壇で活動、「中国の良心」と呼ばれていた。代表作は「人妖の間（人妖之間）」「ひとりの人間とその影（一个人和他的影子）」「第二種の忠誠（第二種忠誠）」など多数。2005年12月5日、結腸癌による合併症のため、アメリカ・ニュージャージー州の病院で死去した。80歳。
劉賓雁の遺骨は2010年12月23日、中国大陸に戻り、北京市北西郊外の天山陵園に眠る。生前に準備していた墓碑銘（「ここに長く眠る中国人は、なすべきことをなし、言うべきことを言った」）が当局によって拒否され、墓石にはただ「劉賓雁　1925-2005」とのみ刻まれている。2013年12月にはアメリカで「劉賓雁良知賞」が設けられ、イデオロギーや党派を超えて、自由と民衆の立場から良識を発揮し、社会に貢献した中国人に贈られることになった。

## 主な作品
- 「在橋梁工地上」（『人民文学』1956年4月号）
- 「本報内部消息」（『人民文学』1956年6月号）
- 「本報内部消息（続編）」（『人民文学』1956年10月号）
- 「人妖之間」（『人民文学』1979年第9期）
- 「警告」（『作品』1980年第1期）
- 「事業呼喚着人――川行随想」（『文匯増刊』1980年第5期）
- 「畢竟有声勝無声」（『劉賓雁報告文学選』、四川人民出版社、1980年8月）
- 「一个人和他的影子」（『十月』1980年第6期）
- 「艱難的起飛」（『人民日報』1981年1月3日）
- 「路漫漫其修遠兮……」（『人民文学』1981年第1期）
- 「好人啊，你不該這様軟弱」（『文匯月刊』1981年第1期）
- 「風雨昭昭」（『人民文学』1981年第6期）
- 「千秋功罪」（余以太との合作、『十月』1982年第3期）
- 「應是龍騰虎躍時」（『当代』1982年第5期）
- 「因為我愛……」（『当代』1983年第3期）
- 「全凭這顆心」（『人民日報』1983年7月28日）
- 「白衣下的汚垢」（袁春乾との合作、『人民日報』1984年2月25日）
- 「関東奇人伝」（『文匯月刊』1984年第3期）
- 「蒼蝿是怎様変成大象的」（鄭紅深との合作、『人民日報』1984年5月26日）
- 「告訴你一个秘密」（『報告文学』1984年第6期）
- 「三十八年是与非」（『人民日報』1984年8月25日）
- 「中国有个唐安華」（『三月風』1984年12月創刊号）
- 「从泥潭到高峰」（『現代作家』1985年1月号）
- 「孤雁離失記」（『報告文学』1985年第1期）
- 「残雪春風斗古城」（『啄木鳥』1985年第1期）
- 「第二種忠誠」（『開拓』1985年第1期）
- 「猶聞秦鐘漢鼓声」（『中国作家』1985年第2期）
- 「古堡今昔」（『鐘山』1985年第4期）
- 「他們不肯遺忘」（『報告文学』1986年第1期）
- 「人血不是胭脂」（『鐘山』1986年第3期）
- 「三十七層楼上的中国」（『人民文学』1986年第8期）
- 「没有上銀幕的故事」（『人民日報』1986年8月7・8日）
- 「未完成的埋葬」（『報告文学』1986年第10期）
- 「関於一次無効採訪的報告」（『人民文学』1988年第12期）

## 日本語訳
- 『中国告発小説集　天雲山伝奇』（田畑佐和子・田畑光永編訳、亜紀書房、1981年10月）：「人妖之間」を所収
- 「警告」『文藝』8月号（中上健次訳、河出書房新社、1983年8月）：英訳本より重訳
- 「第二種の忠誠」『季刊中国研究』第4号（下河辺容子訳、中国研究所、1986年8月）
- 『中国の幻想と現実』（陳逸雄訳、学生社、1990年2月）：著者の講演集。「新聞改革について（談新聞改革）」「私とルポルタージュ文学（我和報告文学）」など７編を所収
- 劉賓雁・阮銘・徐剛『天安門よ、世界に語れ』（鈴木博訳、社会思想社、1990年7月）
- 『第二種の忠誠』（陳逸雄訳、学生社、1991年8月）：「人妖之間」「第二種忠誠」「一个人和他的影子」を所収
- 『劉賓雁自伝――中国人ジャーナリストの軌跡』（鈴木博訳、みすず書房、1991年8月）
- 『劉賓雁ルポ作品集――橋梁工事現場にて/他』（諸星清佳訳、白帝社、2004年7月）：「在橋梁工地上（橋梁工事現場にて）」「本報内部消息（本紙内部ニュース）」「本報内部消息（続編）」「一个人和他的影子（ひとりの人間とその影）」「艱難的起飛（困難な離陸）」「三十八年是与非（三十八年の是非）」「関於一次無効採訪的報告（無効になった取材についての報告）」「自伝」を所収

## 参考
- 丸山昇・伊藤虎丸・新村徹編『中国現代文学事典』（東京堂出版、1985年9月）、p214-215
- 『中国文学家辞典』現代第２分冊（四川人民出版社、1982年3月）、p300-302
- 『劉賓雁自伝――中国人ジャーナリストの軌跡』（鈴木博訳、みすず書房、1991年8月）
- 諸星清佳『沈黙の国の記者――劉賓雁と中国共産党』（すずさわ書店、1992年12月）